# ایدن (تگزاس)
ایدن، تگزاس(به انگلیسی: Eden, Texas) شهری در ایالت تگزاس از ایالات جنوبی ایالات متحده آمریکا است. در سرشماری سال ۲۰۰۰، جمعیت این شهر ۲۵۶۱ نفر اعلام شد.

## نگارخانه

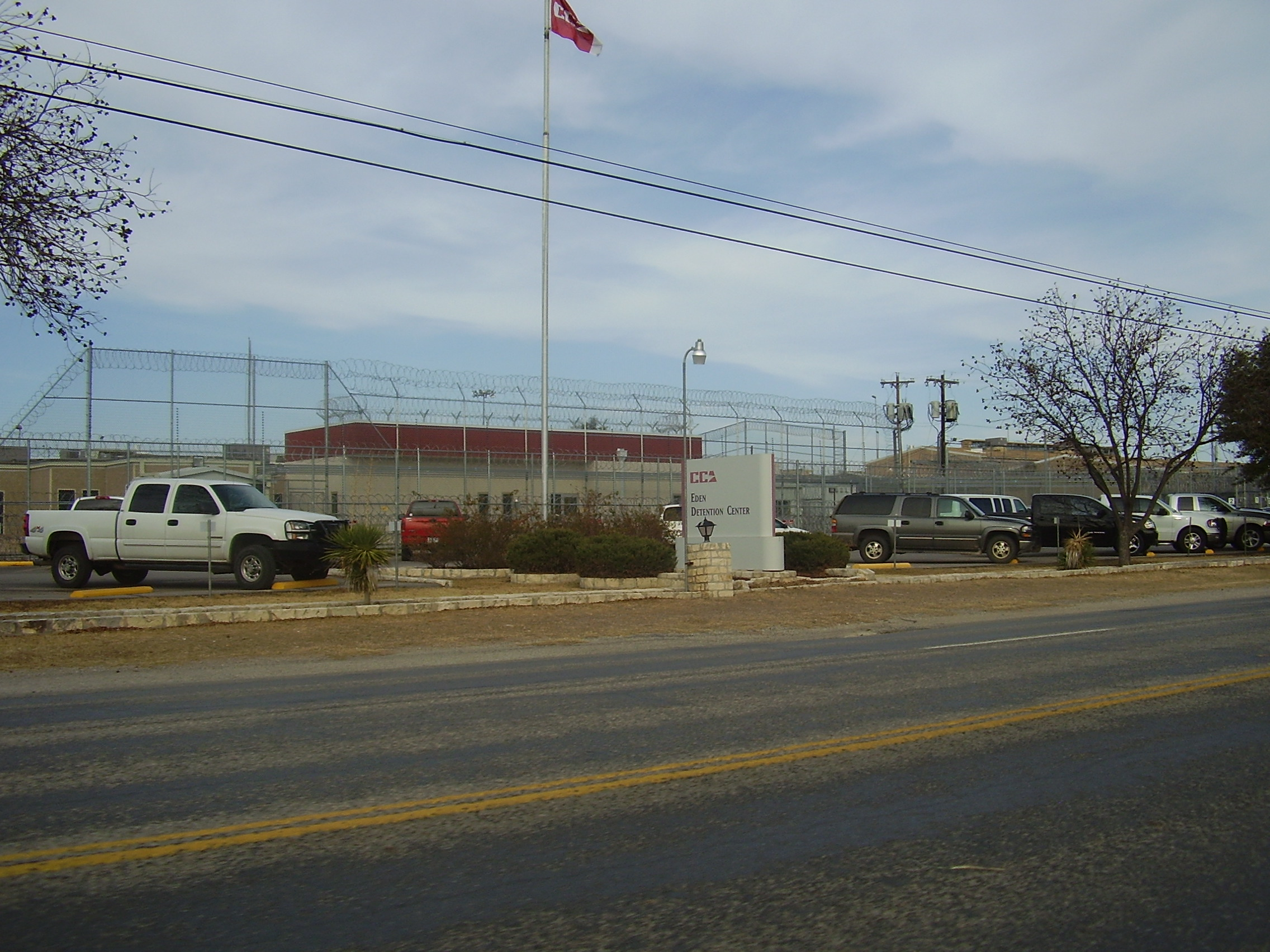